# Panaretella distincta
Panaretella distincta là một loài nhện trong họ Sparassidae.
Loài này thuộc chi Panaretella. Panaretella distincta được Mary Agard Pocock miêu tả năm 1896.